# 理律法律事務所
理律法律事務所（英語：Lee and Li, Attorneys-at-Law）是一家總部位於臺灣臺北市的大型法律事務所，另在台灣新竹、台中、高雄設有辦公室。由李澤民與李潮年共同創立於1965年。

## 歷史
理律法律事務所的兩位創辦人李澤民律師與李潮年律師出身中國大陸，1940年代便已分別在上海執行律師業務。 1953年李澤民在台北市開設法律事務所，1965年與李潮年合組聯合事務所，事務所英文名稱使用【LEE AND LI, ATTORNEYS-AT-LAW】。1970年李澤民辭世後，李潮年將事務所中文名稱正式命名為「理律法律事務所」。

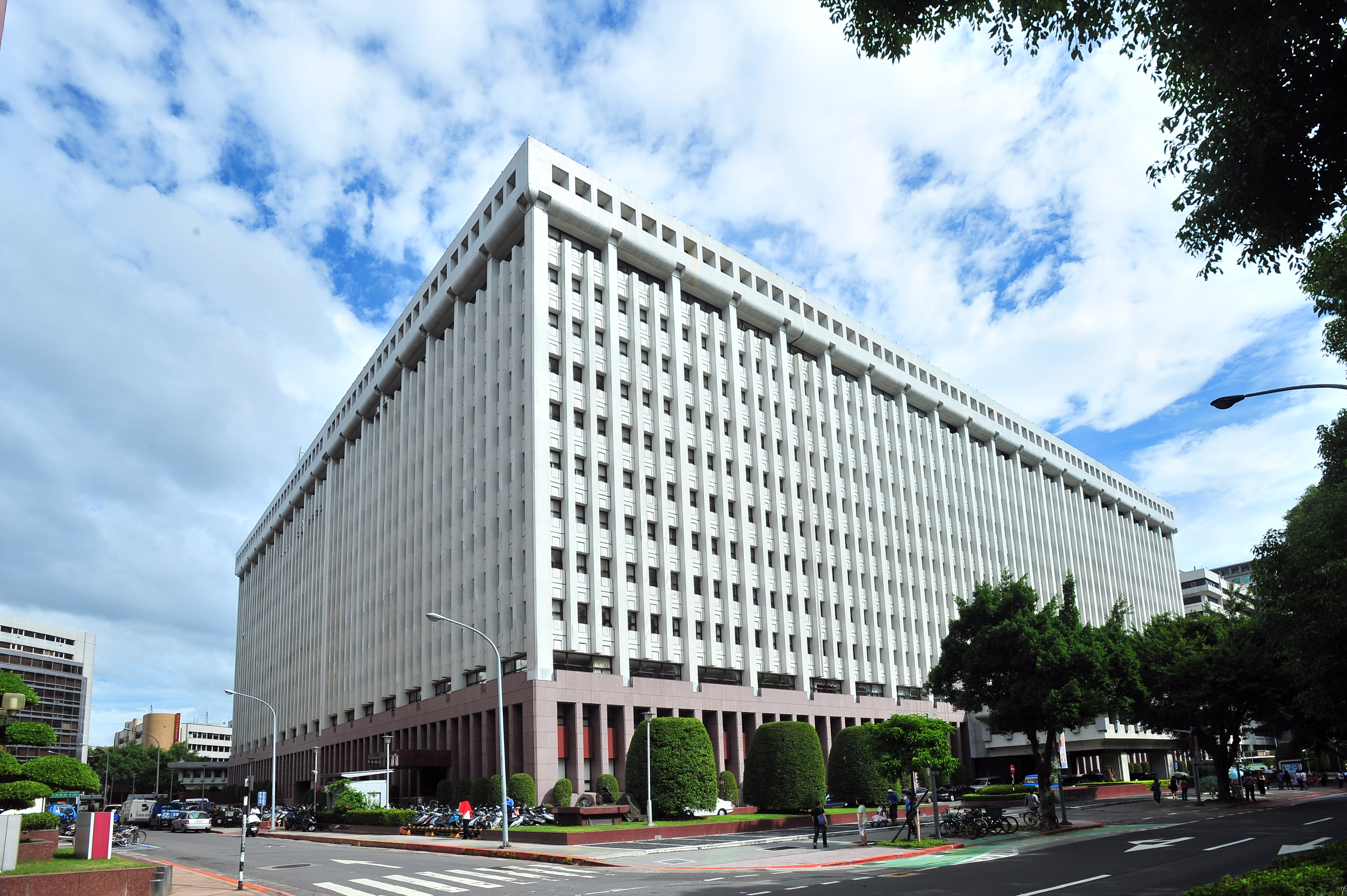
理律台北辦公室曾設址於台塑大樓

1973年李潮年逝世，由汪應楠、王重石、鍾文森、殷之彝、徐小波與李潮年之子李光燾等律師持續發展業務，並由王重石主持事務所，同年陳長文加入理律。1976年事務所遷往敦化北路201號7樓 (原台塑集團企業總部)。汪應楠、鍾文森與殷之彝於1977年至1982年相繼榮退，王重石於1982年逝世後，由徐小波、李光燾及陳長文共同發展業務，並由陳長文律師主持事務所。
2003年，理律法務專員劉偉杰盜賣客戶新帝（SanDisk）委託保管之聯華電子股票，侵佔新台幣30億元。理律與新帝公司簽訂和解協議賠償損失。2007年底，理律完成與新帝公司間和解協議之現金賠償義務，雙方間的和解條件另包含長達二十年共同贊助進行公益義務。
2011年間理律新竹分所遭搜索，理律主張律師與當事人間之秘密溝通豁免權(Attorney-Client Privilege)及律師執業隱私權應受憲法保障聲請釋憲，經憲法法庭於2023年作成判決，認定刑事訴訟法第122條第2項及同法第133條第1項規定，未將律師或辯護人與被告、犯罪嫌疑人、潛在犯罪嫌疑人間基於憲法保障秘密自由溝通權之行使 而生之文件資料（如文書、電磁紀錄等），排除於得搜索、扣押之外，於此範圍內，與憲法第15條保障律師之工作權及憲法第16條保障被告之訴訟權之意旨不符，相關機關應於判決宣示之日起2年內，依判決意旨修正刑事訴訟法。
2015年，理律舉辦理律50週年系列研討會，會議主題分別為「開放 v.s 保護—台灣產業的全球活絡」、「企業整併及外人投資的機會與挑戰」、「企業全球化佈局之智慧財產權保護」、「全球化時代下台灣稅制的『變』與『不變』」、「全球化時代下我國銀行業務的機會與挑戰」、「全球化時代下之公法新思維」、「富而好禮—企業的社會責任」、「全球化時代企業整併的機會與挑戰」等共八場。

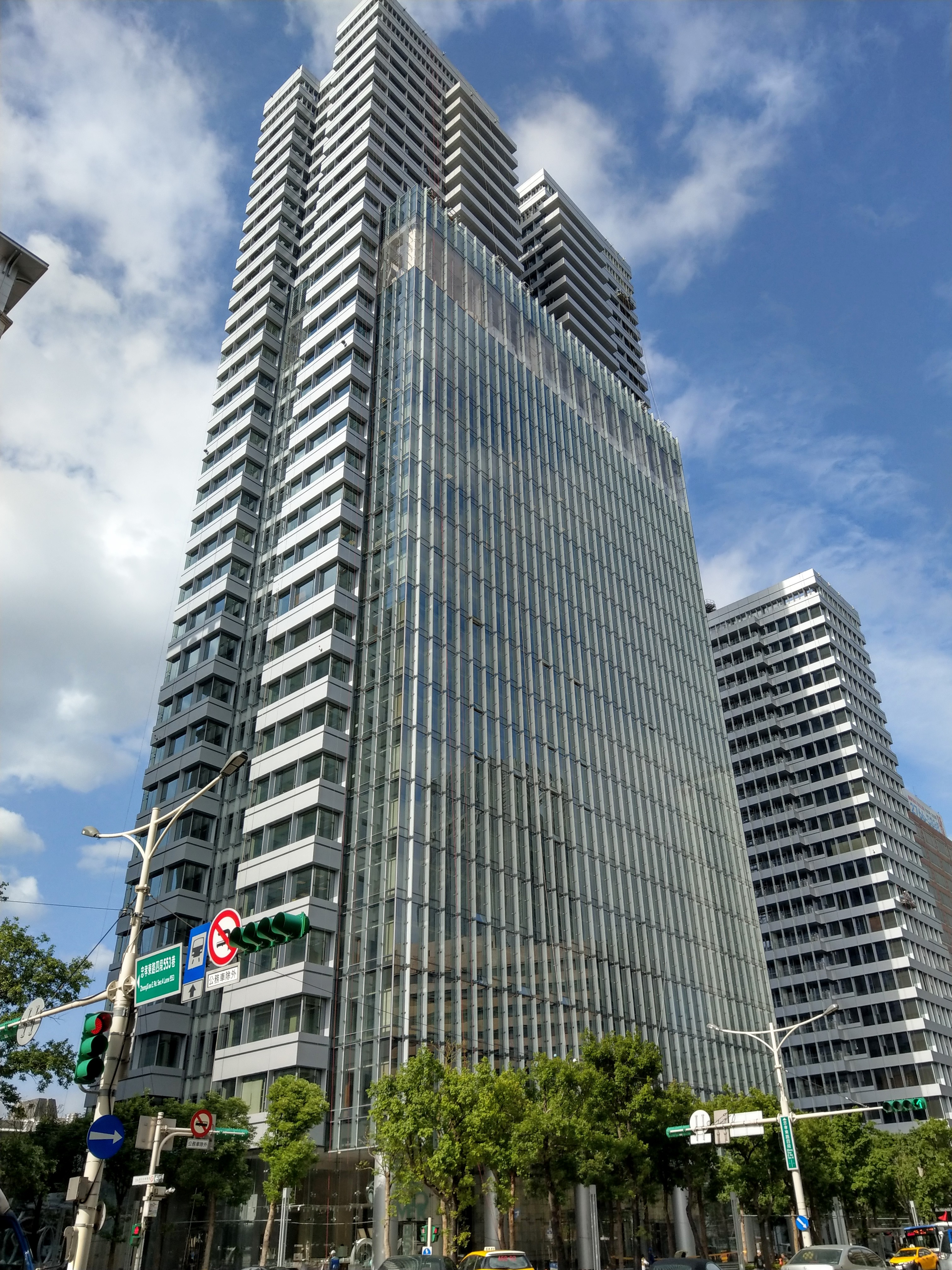
理律總部所在的聯合報大樓

2019年，因台塑總部大樓計畫都市更新重建，理律遷址至台北市信義區聯合報辦公大樓，租用該大樓2-10樓。同年度，陳長文律師卸任所長擔任資深合夥人。

### 分所成立
因應高雄加工出口區、新竹科學工業園區、中部科學工業園區及南部科學工業園區等園區設立，理律分別於1978年、1996年、2002年及2003年於高雄、新竹、台中及台南成立分所。 2008年，「高雄事務所」及「台南事務所」整合為「南部辦公室」。

### 策略聯盟
為擴大大中華地區之智慧財產權業務及法律服務業務，理律於2003年與「北京律盟知識產權代理有限責任公司」（Leaven）、2009年與「上海律賢律師事務所」及2012年與「上海律同衡律師事務所」建立策略聯盟合作關係。2014年與「律盟聯合會計師事務所」成為策略聯盟合作夥伴。2021年成立「律盟智財管理顧問公司」及「律盟風險管理顧問有限公司」。

## 社會公益
1997年，理律同仁成立「理律愛心志工群」，每年發起愛心募款活動援助弱勢社福團體，支持扶幼計畫並協助改善生活及環境。理律並於每年提撥急難救助之專款專用預算，捐助社福單位和弱勢個案。
1999年，捐助設立財團法人理律文教基金會。基金會主要業務包括：舉辦或贊助法學教育活動，設置獎助學金，甄選/獎助研究論文，舉辦專題研習會探討法治議題，以及出版法律知識的系列書籍等。自2001年起主辦「理律盃校際法律系（所）學生模擬法庭辯論賽」，2003年起，與北京清華大學法學院合辦「理律盃全國高校模擬法庭競賽」。2015年底，籌辦「理律盃公民行動方案競賽」，協助提升學生發展跨領域知識、批判與創意思考、團隊合作、探索問題、決策行動、尋求解決的能力，以彌補學校偏重「讀」而缺少「行動」的教學內涵。而2013年秋季起開辦的「理律學堂」，邀請各自專精領域的前輩講授指導職涯所需的知識、技能、觀念。「理律學堂」目前計有約800堂影音供大眾隨時隨地上網閱覽並製作影音電子報週刊，迄今已出刊300餘期。

## 外部連結
- 理律法律事務所 （页面存档备份，存于）（繁體中文）（简体中文）（日語）（英文）
- 理律文教基金會 （页面存档备份，存于）